# برنت سبانير
برنت سبانير (بالإنجليزية: Brent Spiner)‏ هو موسيقي ومغني وممثل أمريكي، ولد في 2 فبراير 1949 بهيوستن في الولايات المتحدة.

## أعمال

### أفلام
- (1996)  أول اتصال[5][6][7]
- (1996) يوم الاستقلال[8][9]
- (1999) ساوث بارك-الفيلم[10][11][12]
- (2004) الطيار[13]
- (2006) ماتيريال جيرلز
- (2008) سوبر هيرو موف[14]
- (2016)  عودة[9][15]

### مسلسلات
- العرض المتأخر مع ديفيد ليترمان
- جوي
- الجيل التالي
- متمردو حرب النجوم
- منبوذ

## وصلات خارجية
- برنت سبانير على موقع IMDb (الإنجليزية)
- برنت سبانير على موقع روتن توميتوز (الإنجليزية)
- برنت سبانير على موقع ألو سيني (الفرنسية)
- برنت سبانير على موقع ميوزك برينز (الإنجليزية)
- برنت سبانير على موقع تيرنر كلاسيك موفيز (الإنجليزية)
- برنت سبانير على موقع أول موفي (الإنجليزية)
- برنت سبانير على موقع بوكس أوفيس موجو (الإنجليزية)
- برنت سبانير على موقع قاعدة بيانات برودواي على الإنترنت (الإنجليزية)
- برنت سبانير على موقع قاعدة بيانات الأفلام السويدية (السويدية)
- برنت سبانير على موقع إن إن دي بي (الإنجليزية)